# 시편 9편
시편 9편은 아홉 번째 시편이다. 라틴어로는 "Confitebor tibi, Domine"이라고 한다. 시편의 주제는 악의 성공은 잠시뿐이고 결국 의인은 영속한다는 것이다. 시편 10편은 그리스어 70인역과 대부분의 종교개혁 이전 기독교 성경에서 시편 9편의 일부로 간주된다. 이 두 개의 연속된 시편은 하나의 히브리어 히브리 시 형식을 취하고 있다.
시편은 유대교, 가톨릭, 루터교, 성공회 및 기타 개신교 전례의 정규 부분이다.

## 내용
1. 내가 전심으로 여호와께 감사하오며 주의 모든 기이한 일들을 전하리이다
2. 내가 주를 기뻐하고 즐거워하며 지존하신 주의 이름을 찬송하리니
3. 내 원수들이 물러갈 때에 주 앞에서 넘어져 망함이니이다
4. 주께서 나의 의와 송사를 변호하셨으며 보좌에 앉으사 의롭게 심판하셨나이다
5. 이방 나라들을 책망하시고 악인을 멸하시며 그들의 이름을 영원히 지우셨나이다
6. 원수가 끊어져 영원히 멸망하였사오니 주께서 무너뜨린 성읍들을 기억할 수 없나이다
7. 여호와께서 영원히 앉으심이여 심판을 위하여 보좌를 준비하셨도다
8. 공의로 세계를 심판하심이여 정직으로 만민에게 판결을 내리시리로다
9. 여호와는 압제를 당하는 자의 요새이시요 환난 때의 요새이시로다
10. 여호와여 주의 이름을 아는 자는 주를 의지하오리니 이는 주를 찾는 자들을 버리지 아니하심이니이다
11. 너희는 시온에 계신 여호와를 찬송하며 그의 행사를 백성 중에 선포할지어다
12. 피 흘림을 심문하시는 이가 그들을 기억하심이여 가난한 자의 부르짖음을 잊지 아니하시도다
13. 여호와여 내게 은혜를 베푸소서 나를 사망의 문에서 일으키시는 주여 나를 미워하는 자에게서 받는 나의 고통을 보소서
14. 그리하시면 내가 주의 찬송을 다 전할 것이요 딸 시온의 문에서 주의 구원을 기뻐하리이다
15. 이방 나라들은 자기가 판 웅덩이에 빠짐이여 자기가 숨긴 그물에 자기 발이 걸렸도다
16. 여호와께서 자기를 알게 하사 심판을 행하셨음이여 악인은 자기가 손으로 행한 일에 스스로 얽혔도다 (힉가욘, 셀라)
17. 악인들이 스올로 돌아감이여 하나님을 잊어버린 모든 이방 나라들이 그리하리로다
18. 궁핍한 자가 항상 잊어버림을 당하지 아니함이여 가난한 자들이 영원히 실망하지 아니하리로다
19. 여호와여 일어나사 인생으로 승리를 얻지 못하게 하시며 이방 나라들이 주 앞에서 심판을 받게 하소서
20. 여호와여 그들을 두렵게 하시며 이방 나라들이 자기는 인생일 뿐인 줄 알게 하소서 (셀라)

## 구조
시편은 히브리어의 합체 시이며 시편 10편과 함께 하나의 결합된 작품을 형성한다.
구약학자 헤르만 궁켈은 시편 9편을 다음과 같이 나누었다.
1. 2-3절: 찬송가 같은 감사의 시작 노래
2. 4-5절: 평화의 노래의 주곡
3. 6-17절: 종말론적 찬송으로의 전환

프랑스 신학자 피에르 오프레는 시편 9편에 대해 다음과 같은 구조를 제공한다. 시편 9:2-9는 시편 10:6-15에 해당한다.
1. 마음에 대하여
2. 얼굴에 비해
3. 왕좌에 관하여
4. 악인에 대하여
5. 영원과 관련하여

시편 9편은 히브리어 알파벳의 절반을 포함하는 첫 번째 아크로스틱 시편이며 시편 10편은 나머지 알파벳을 포함한다. 시편 9편과 10편 사이에는 약간의 긴장이 있다. 시편 9편은 악에 대한 승리의 어조를 가지고 있으며 고대 칼데아 제목은 골리앗에 대한 다윗의 승리를 축하하기 위해 기록되었음을 시사한다. 그런 다음 곡예가 시편 10편으로 이어지면서 어조는 애가가 된다. 하나님이 멀리 서 계신 것처럼 비쳐진다.